# Chariesthes angolensis
Chariesthes angolensis là một loài bọ cánh cứng trong họ Cerambycidae.